# Fevik
Fevik is een plaats in de Noorse gemeente Grimstad, provincie Agder. Fevik telt 5305 inwoners (2007) en heeft een oppervlakte van 4,29 km².
In de omgeving van Fevik werden veel prehistorische overblijfselen gevonden, waaronder grafheuvels uit de Vikingtijd.

## Economie
Hoewel veel inwoners werken in nabijgelegen plaatsen als Arendal, biedt ook Fevik werkgelegenheid, en wel door de aanwezigheid van scheepswerven. De scheepsbouw begon in de 19e eeuw, terwijl vanaf 1870 ook de steenhouwerij werd beoefend. Eind 19e eeuw was in de omgeving van Fevik de grootste scheepswerf voor metalen schepen, welke echter in 1927 failliet ging. Onder meer in 1949 kwam er een scheepswerf die kleinere, houten, exclusieve boten vervaardigde. In 1951 opende een weverij voor kunstvezel. Ook het toerisme was vanaf 1930 van belang.